# Каргин, Виктор Егорович
Виктор Егорович Каргин (25 октября 1932, Коржевка, Средневолжский край — 21 мая 2004, Миасс, Челябинская область) — советский и российский конструктор в области ракетостроения, Герой Социалистического Труда, лауреат Ленинской премии. Действительный член Международной академии информатизации (1995).

## Биография
Родился 25 октября 1932 года в селе Коржевка Средневолжского края
В 1956 году окончил Казанский авиационный институт, инженер-механик. С 1956 года работал в городах Златоусте и Миассе Челябинской области, в СКБ № 385 (КБ машиностроения, ФГУП «Государственный ракетный центр „КБ им. академика В. П. Макеева“»): инженер, начальник отдела, заместитель главного конструктора, первый заместитель генерального конструктора, главный специалист.
Принимал участие в разработке и отработке трёх поколений стратегических морских комплексов с ракетами Р-11ФМ, Р-13, Р-21, Р-27, Р-27У, Р-27К, Р-29, Р-29Р, Р-39, Р-29РМ и одиннадцати их модификаций в части наземной и лётной экспериментальной отработки ракетных комплексов. Участник и руководитель работ по наземной и лётной отработке варианта ракеты РСМ-52, доведенного до этапа испытаний с наземного стартового комплекса. Под его руководством создана методология лётной и наземной экспериментальной отработки ракет. Решал задачи обоснования объемов экспериментальной отработки ракет, автоматизации экспериментальных исследований, совершенствования автоматизированных систем получения и обработки информации, разработки и внедрения систем обеспечения качества надежности, безопасности и долговечности ракет. Автор печатных работ.
Похоронен на Северном кладбище Миасса.

## Награды
- Герой Социалистического Труда (1978)
- Орден Ленина, Орден Октябрьской Революции (1984), два ордена Трудового Красного Знамени (1963, 1969)
- Лауреат Ленинской премии (1974)
- Медали
- Почётный гражданин города Миасса (2002)